# Psalistopoides
Psalistopoides is een spinnengeslacht in de taxonomische indeling van de bruine klapdeurspinnen (Nemesiidae).
Psalistopoides werd in 1934 beschreven door Mello-Leitão.

## Soorten
Psalistopoides omvat de volgende soorten:
- Psalistopoides emanueli Lucas & Indicatti, 2006
- Psalistopoides fulvimanus Mello-Leitão, 1934